# Oligobuninae
Oligobuninae es una subfamilia extinta de la familia Mustelidae, conocida por depósitos del Mioceno en América del Norte.
Esta subfamilia fue descrita por J.A. Baskin en 1998. Actualmente se reconocen siete de los géneros que él asignó inicialmente a este clado:
- Brachypsalis
- Megalictis
- Oligobunis
- Promartes
- Zodiolestes
- Floridictis
- Parabrachypsalis
El género Potamotherium, que se consideraba incluido en Oligobuninae, ha sido reclasificado dentro de la familia Semantoridae, que también incluye los géneros Puijila y Semantor.
Esta subfamilia abarca en total trece especies.